# 洲本バスセンター

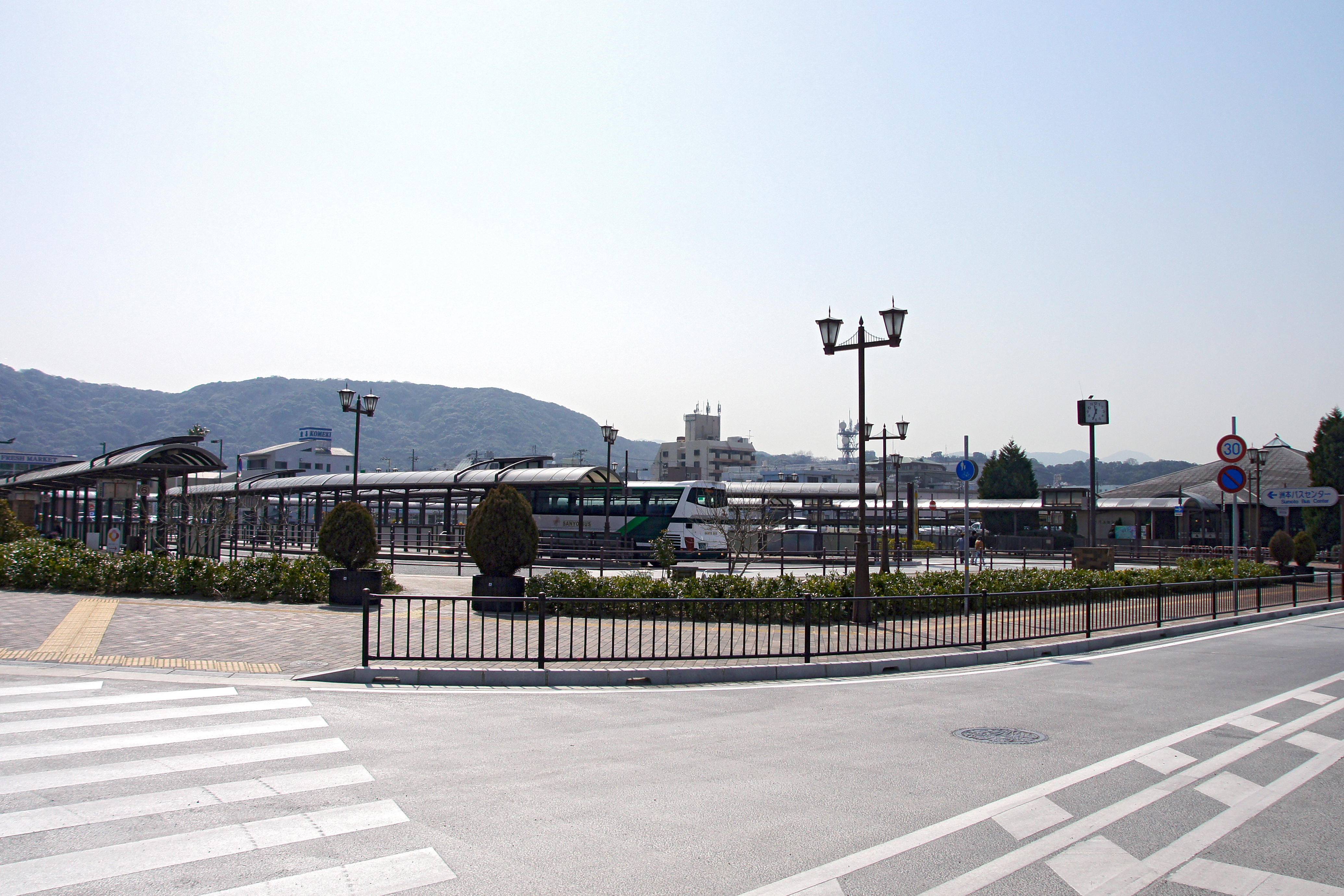
洲本バスセンター

洲本バスセンター（すもとバスセンター）は、兵庫県洲本市港にある高速バス・路線バスの発着場である。淡路島における最大のターミナルであり、島内各地や阪神方面へのバスが数多く発着する交通の要衝である。

## 概要
1998年（平成10年）4月6日、明石海峡大橋が開通し、本州・四国間を淡路島経由で結ぶ高速バスの運行が開始されると、洲本港の客船乗り場に隣接する「洲本ポートターミナル」に高速バスの発着場が設けられた。現在の洲本バスセンターからは東に200メートルほど離れている位置で、当時の名称は、本四海峡バスでは「洲本港」、淡路交通とその共同運行会社では「洲本高速バスセンター」としていた。ただし多数の高速バスが発着するには狭隘な場所であった。
1999年（平成11年）4月1日、洲本港（内港）の埋め立て再開発エリアに現在の施設が完成し、ポートターミナルビルから高速バスの発着機能が移転して「洲本高速バスセンター」となった。路線バスも縦貫線・福良行と鳥飼線・鳥飼 - 慶野松原 - 湊行（夏季のみ）はここを発着するようになった。
2004年（平成16年）12月には、路線バスの発着拠点だった「洲本バスターミナル」（淡路交通・旧洲本駅跡）が老朽化を理由に廃止され、旧ターミナルを発着・経由していた路線バスの多くが「洲本高速バスセンター」発着・経由に変更された。これにより高速バス・路線バス双方の拠点となったが、淡路交通は2019年（平成31年）3月31日までバス停名を「洲本高速バスセンター」としていた。
施設の整備を行った洲本市は1999年の時点で「洲本バスセンター」を正式名称としていたが、2019年に淡路交通側の呼称が変更されるまで、「洲本バスセンター」と「洲本高速バスセンター」の両方の呼び名が混在していたことが市へのパブリックコメントなどから窺える。現在は「洲本バスセンター」で名称が統一されている。

## 発着バス
表中【高速】はクローズドドアシステム採用の高速バスで、津名港経由（■■■）と宇山・洲本IC経由（■■■）に分かれる。【IC】は交通系ICカード利用可。
| バス停番号 | 路線名・バス愛称名 | 行先 | 運行会社                                              |
| ---------- | --- | --- | ----------------------------------------------------- |
| 1          | 【高速】【IC】かけはし号・かけはしニジゲンノモリ神戸号・かけはし洲本温泉号 【高速】【IC】AWAJI EXPRESSS 【高速】【IC】ハーバーライナー （■速達・■急行・■快速・■各停・■観光アクセスタイプ） | 高速舞子 - 神戸三宮 - （新神戸駅） - （神戸空港）                                                                                                 | 西日本ジェイアールバス 本四海峡バス 淡路交通 神姫バス |
| 2          | 【高速】【IC】かけはしニジゲンノモリ大阪号・かけはしニジゲンノモリ洲本温泉号 （■観光アクセスタイプ）                                                                                       | 大阪国際空港 - 大阪駅JR高速バスターミナル - （なんばOCAT）                                                                                        | 西日本ジェイアールバス 本四海峡バス                   |
| 2          | 【高速】【IC】AWAJI EXPRESS 【高速】【IC】ハーバーライナー （■急行・■各停タイプ） | 高速舞子 - 学園都市駅前 | 淡路交通 神姫バス                                     |
| 3          | （路線）徳島線【特急】（平日のみ運行） | 洲本IC - 大毛島 - 高速鳴門 - 松茂 - 徳大前 - 徳島                                                                                                 | 淡路交通                                              |
| 3          | （路線）徳島線【急行】 | 洲本IC - （大塚国際美術館） - 高速鳴門バス停前 - 鳴門駅前 - 道の駅くるくる なると - 松茂 - 徳大前 - 徳島                                          | 淡路交通                                              |
| 4          | （路線）縦貫線 | 洲本IC - 広田 - 鳥井（一部 イングランドの丘） - 福良                                                                                              | 淡路交通                                              |
| 5          | （路線）縦貫線 | ワールドパークおのころ - 津名港 | 淡路交通                                              |
| 5          | 淡路市生活観光バス路線 4系統・岩屋洲本線（平日のみ運行） | ワールドパークおのころ - 東浦BT - 岩屋ポートターミナル                                                                                            | 本四海峡バス                                          |
| 6          | （路線）都志線 | 下加茂 - 岡本 - （高田屋嘉兵衛公園） - 五色バスセンター - 都志 - アスパ五色 - （奥の内）                                                          | 淡路交通                                              |
| 6          | （路線）長田線 | 洲本IC - 広田 - 土井谷口 - 庄田 - 湊 - シーパ前 - 陸の港西淡                                                                                      | 淡路交通                                              |
| 6          | （路線）鳥飼線 | 鳥飼 - 慶野松原 - シーパ前 - 陸の港西淡 | 淡路交通                                              |
| 6          | 洲本市コミュニティバス五色線 | 下加茂 - 岡本 - 五色図書館 - 鮎の郷 - （フリー乗降区間）- 五色福祉センター - （フリー乗降区間）- 五色診療所 - 五色バスセンター - 高田屋嘉兵衛公園 | 洲本観光タクシー                                      |
| 7          | （路線）由良線 | 由良福祉センター | 淡路交通                                              |
| 7          | 洲本市コミュニティバス上灘沼島線 | 由良中学校前 - モンキーセンター - 来川 - 沼島汽船場前                                                                                             | 洲本観光タクシー                                      |

## 設備

### 乗車券窓口
待合所内にある。
本四海峡バス・洲本乗車券販売センター
営業時間 7:30 - 17:00
かつてはマルス端末を設置しており、JR線の乗車券（青春18きっぷなど一部特別企画乗車券を含む）や特急券の発行が可能だったが、2013年（平成25年）3月31日をもって取扱が終了した。
西日本JRバスと共同運行会社（本四海峡バス・淡路交通・神姫バス）で有効な高速バス乗車券（淡路交通は在来線11枚綴り回数券も）を発売で、各種クレジットカードによる支払いが可能。
2013年（平成25年）7月1日よりエディ号 (東京 - 徳島線)の乗車券を発売開始した（東京 - 東浦IC・志知間のみ）が、2021年3月16日以降休止路線となったため、発売を取りやめている。
淡路交通・洲本BC窓口（廃止）
2023年（令和5年）6月18日を最後に閉鎖され、宇山本社（運輸部業務課）に移転した。一部のきっぷは本四海峡バスの窓口で販売を引き継いでいる。
閉鎖時点での開業時間は、7:30 - 18:00。自動券売機も同時刻のみの稼働、ただし淡路島まつりなどの対応時は窓口営業時間を延長する場合があった。
淡路交通と共同運行会社（神姫バス）で有効な乗車券を発売していた。

### 待合所の設備

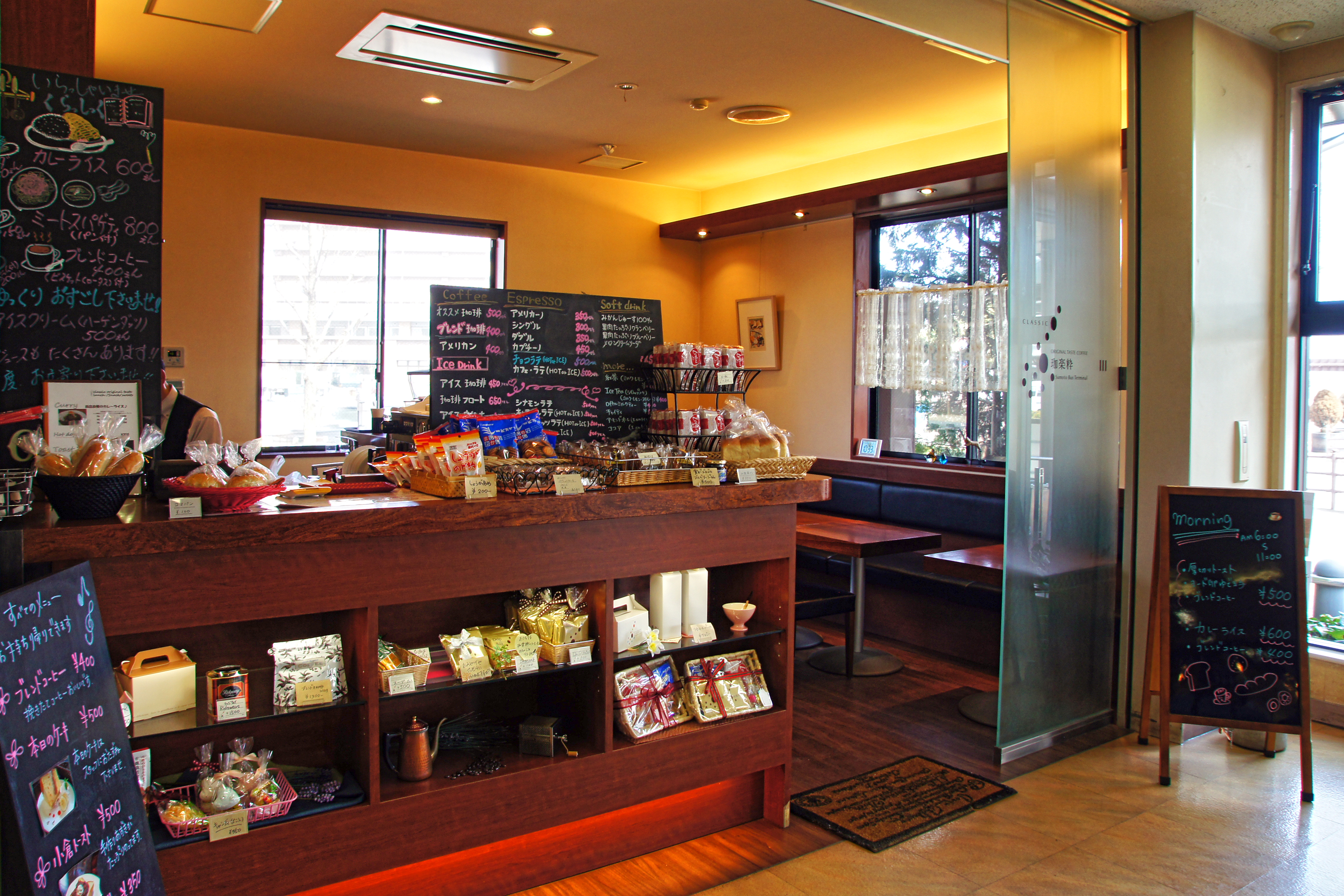
カフェ
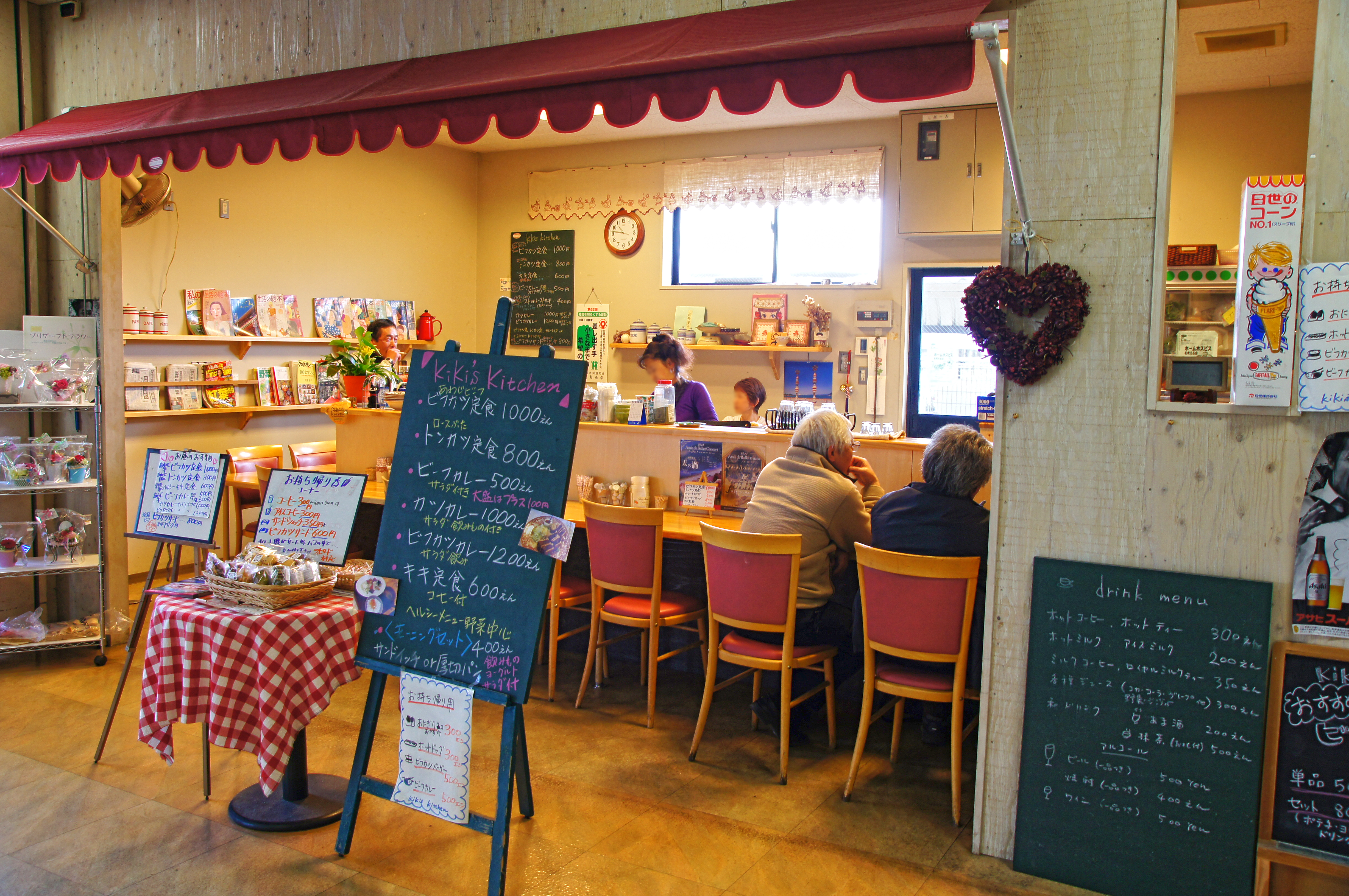
カフェレストラン
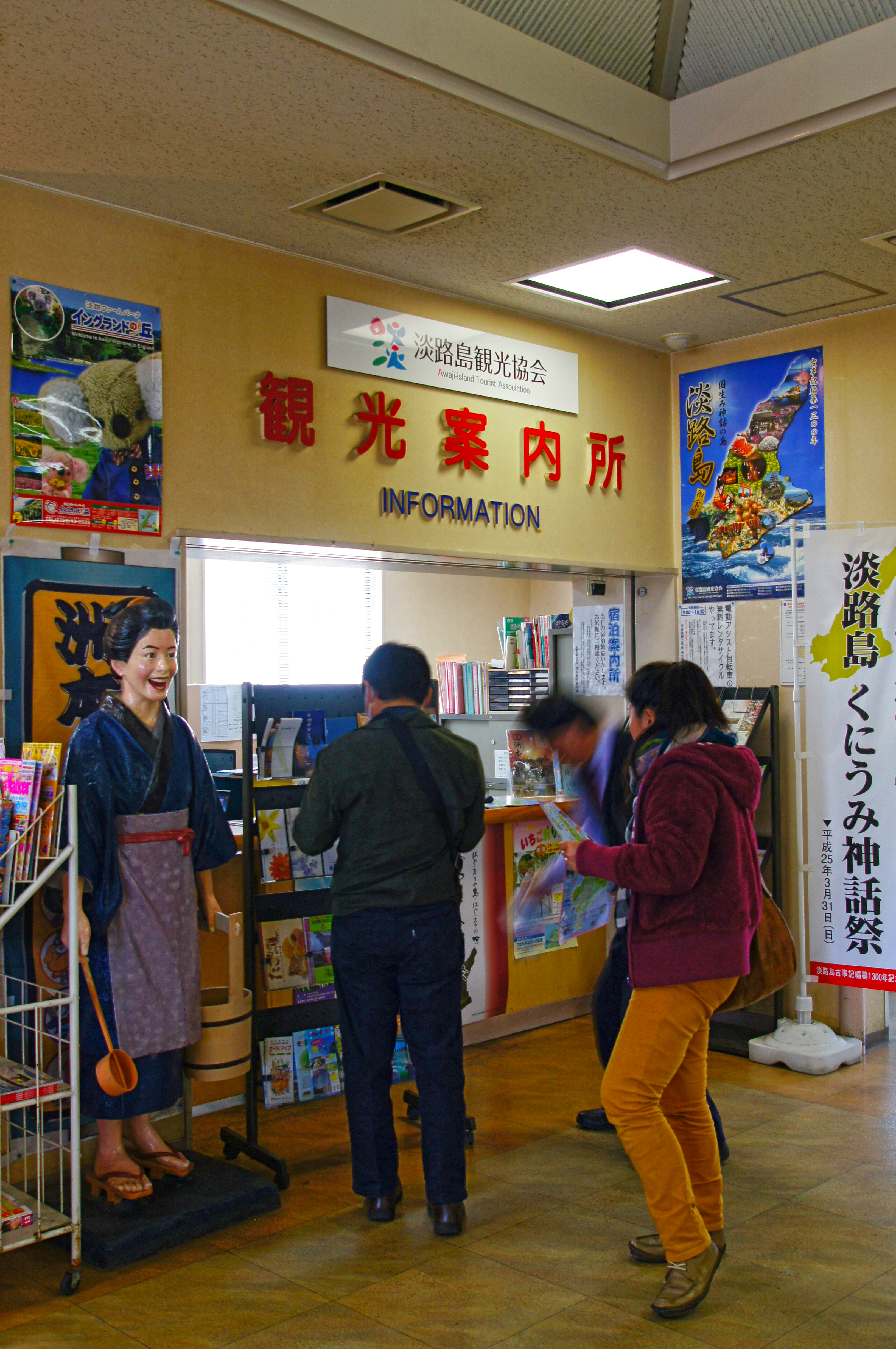
洲本観光案内所（淡路島観光協会）
  - レンタサイクル[8]
  - 売店
- トイレ（車いす対応あり）
- コインロッカー

- カフェ
- カフェレストラン
- 観光案内所

### 駐車場
以下はいずれも市営駐車場。
- パークアンドライド駐車場は「すいせん苑駐車場」（位置：塩屋一丁目1番4）で、事前予約が必要とされる。料金は300円/1日。
- 「洲本バスセンター前駐車場」（位置：港1番1）は 100円/1時間、24時間最大600円で障がい者割引がある。ただし立体駐車場部分は、平日は隣接する県立淡路医療センターの職員駐車場として利用され、一般の駐車は土日祝日に限られる。

## 周辺
- 兵庫県立淡路医療センター（徒歩1分）
- 洲本港（徒歩2分）
- 大浜海岸（徒歩3分）
- 洲本市民広場（徒歩3分）

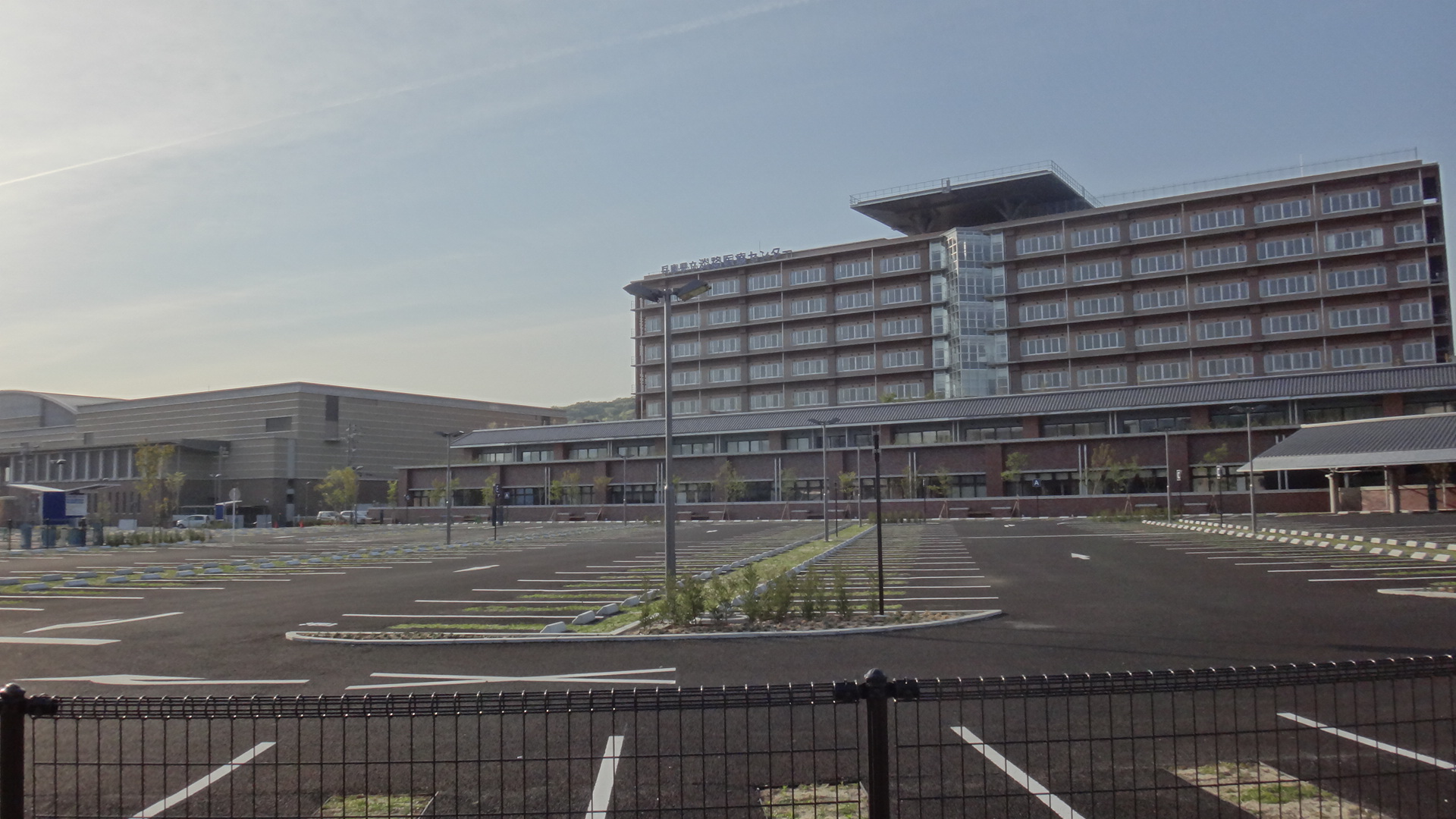
兵庫県立淡路医療センターと、左隣は洲本市文化体育館（洲本バスセンターより撮影）

  - 洲本アルチザンスクエア、洲本市立洲本図書館、淡路ごちそう館御食国、旧鐘紡洲本工場原綿倉庫
- 洲本健康福祉館（徒歩3分）
- イオン洲本ショッピングセンター（徒歩5分）
- 洲本文化体育館
- 洲本温泉
- コモード56商店街
- エディオン洲本店
- 三井住友銀行洲本支店・明石洲本法人営業部（洲本法人営業所） - 洲本市指定金融機関
- マルナカ洲本店：「いわた通り」をはさんで向かいにある
- 三熊山
  - 洲本城